# Esposa i amant
Esposa i amant (títol original: Mogliamante) és un pel·lícula italiana dirigida per Marco Vicario i estrenada el 1977. Ha estat doblada al català.

## Argument
L'acció té lloc a la província de Venècia, al començament del segle xx. Des que el seu marit Luigi (Marcello Mastroianni) l'ha decretada frigida la nit de les seves noces, Antonia D'Angelis (Laura Antonelli), resta reclosa, clavada al llit. No fa pràcticament cap cas d'ella, conservant només les aparences als ulls dels altres. Un dia, ell desapareix bruscament sense deixar traces. Antonia marxa, a cavall, a buscar-lo. Descobreix així els seus negocis, les seves passions, les seves posicions polítiques, les seves amants i la seva indiferència pels pagesos que treballen la terra de la seva família.
Antonia coneix millor la vida del seu marit ara però ell no reapareix. Reprèn els seus negocis, els seus costums i fins i tot tracta amb la seva amant. Comença una relació amb un jove metge estranger. Millora també les condicions dels pagesos, i publica escrits del seu marit.
En realitat, una acusació d'assassinat ha obligat Luigi a la clandestinitat. És amagat exactament davant de casa seva, des d'on pot observar, darrere d'una finestra, com Antonia assumeix la gestió de la propietat i rep el seu amant. La policia declara innocent Luigi dels càrrecs que pesen sobre ell. Li cal ara saber com enfrontar-se a la seva dona i a la seva prodigiosa transformació.

## Repartiment
- Laura Antonelli: Antonia De Angelis
- Marcello Mastroianni: Luigi De Angelis
- Leonard Mann: Dr. Dario Favella
- William Berger: Comte Brandini
- Gastone Moschin: Vincenzo
- Elsa Vazzoler: La Serventa
- Olga Karlatos: Dr. Pagano
- Stefano Patrizi: Enrico, el promés de Clara
- Annie Belle: Clara
- Mario Monti: el maitre d'hotel
- Luigi Diberti:
- Enzo Robutti:
- Danielle Gabaï:
- Hélène Stoliaroff:
- Paul Muller:
- Attilio Dottesio:
- Armando Brancia:

## Premis
- Premi David di Donatello 1978: millor música (Armando Trovajoli),